# Nils Anders Berg
Nils Anders Berg, född 17 november 1797 i Maria Magdalena församling i Stockholm, död där 29 mars 1887, var en svensk grosshandlare och riksdagsman.
Anders Berg verkade som grosshandlare i Stockholm. Han var riksdagsman i borgarståndet för staden vid riksdagarna 1844/45 och 1847/48. Vid båda riksdagarna var han bland annat ledamot i statsutskottet och det förstärkta bankoutskottet, vid riksdagen 1847/48 även ledamot i konstitutionsutskottet.

## Biografi
Nils Anders Berg var äldste sonen till den i Stockholm framgångsrika fabrikören och färgaren Anders Berg (1767–1827) och dennes maka och rådmansdottern Margaretha de la Rose (1771–1846). Nils Anders bror var grosshandlaren Abraham Wilhelm Berg (1801–1861).
År 1821 förvärvade Anders Berg mästarbrev som yllefärgare. Efter sin faders död 1827 kunde han ta över dennes verksamhet. År 1830 hade Anders formellt titeln föreståndare för “färgeriverket” och fortsatte bedriva verksamheten på Stora Badstugu gatan i några år till, innan han grundade Anders Berg & C:i, en grosshandelsfirma med färgämnen som specialitet. Firman var välskött och fick snart anseende att vara ett av Stockholms solidaste firmor i sin bransch.
Den 15 november 1834 gifte sig Anders med Johanna Lovisa Unonius (1812–1835) i Maria Magdalena församling, Stockholm. Efter hennes död år 1935 gifte han om sig den 2 september 1837 i Maria Magdalena församling med hennes tvillingsyster Sofia Petronella Unonius (1812–1896).